# 奥尔巴尼宪章半美元
奥尔巴尼宪章半美元（英語：Albany Charter half dollar）又名奥尔巴尼-唐根半美元（Albany-Dongan half dollar）、奥尔巴尼半美元（Albany half dollar），是美國鑄幣局1936年铸造的50美分纪念币，由纽约州州府奥尔巴尼居民、雕塑家格特鲁德·拉思罗普设计。
1936年美国国会批准发行的纪念币种类繁多，其中很多都只对地方具备纪念意义，奥尔巴尼半美元就是其中之一。奥尔巴尼政府官员希望发行这款半美元来纪念前纽约殖民地总督托马斯·唐根1686年发布市政宪章250周年。奥尔巴尼半美元的授权法案在国会审议通过期间没有人反对，但经修改加入保护条款，防止出现过去纪念币发行期间一些不利收藏爱好者的情况。拉思罗普的设计获得普遍认可，硬币正面是以活物为模特的河狸（奥尔巴尼市徽上同样绘有河狸），背面则是当年参与市政宪章交接的三位历史人物。方案获美术委员会批准后，费城铸币局共生产出2万5013枚新币，其中13枚为化验委员会检测保留。
奥尔巴尼半美元发行时，纪念币的市场需求已经消退，两美元的零售价又实在太高，导致业绩低迷。1943年退回铸币局熔毁的滞销半美元超过7000枚，奥尔巴尼当地一家银行囤积的约两千枚后于1954年以初始发行价售出。如今，这种纪念币的价值在200至400美元左右，外包装如果保存完好，反倒可能比硬币本身更有价值。

## 背景
1609年，英国人亨利·哈德逊抵达今纽约州奥尔巴尼所在地，成为首位涉足当地的欧洲人。1624年，荷兰人在此设立永久定居点奥兰治堡。1664年，英国人夺得主控权，但名义上此地仍属荷兰人所有。1685年，奥兰治堡更名奥尔巴尼，致敬之后当上国王的奥尔巴尼公爵詹姆斯二世。次年，彼得·舒勒（Pieter Schuyler）和罗伯特·利文斯顿（Robert Livingston）前往纽约殖民地首府纽约市，取得总督托马斯·唐根（Thomas Dongan）签发、授权设立奥尔巴尼市的市政宪章（史称“唐根宪章”）。舒勒随后出任首任市长，利文斯顿则是奥尔巴尼和奥尔巴尼县书记员。1797年，奥尔巴尼成为纽约州州府。
1954年前，美国纪念币都是由政府以面值卖给国会授权的某个组织，这些组织再加价向公众转售，此后新币就进入二级市场。1936年初，所有早期纪念币的售价都已超过发行价。公众只需购买并持有纪念币就能轻松等待升值赚取利润，这吸引了许多人开始收集硬币，并且尽量买到新发行的币种。受此推动，国会1936年授权的纪念币种类繁多，包括奥尔巴尼半美元在内的多种都只对地方具备纪念意义。获得国会授权独家买断这种纪念币的是奥尔巴尼市长设立的委员会。

## 立法授权

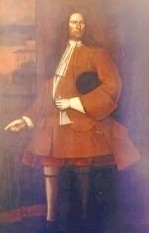
尼希米·帕特里奇1710至1718年间所绘的彼得·舒勒肖像

1935年4月23日，纽约州联邦众议员帕克·康宁（Parker Corning）向众议院递交法案，建议发行半美元面额纪念币，纪念奥尔巴尼建市250周年，法案随后转交铸币和度量衡委员会审议。次年2月17日，委员会回报众议院建议通过法案，但要求把发行量从一万提升到2.5万，并且有权从铸币局定购半美元的买断人也从奥尔巴尼市长指定的一人改为至少三人组成的委员会（委员会成员仍由市长任命）。3月25日，康宁促请众议院表决，法案顺利通过，没有议员反对。
联邦参议院收到法案后于1936年3月26日转交银行和货币委员会审议。此前，科罗拉多州参议员阿尔瓦·布兰查德·亚当斯（Alva B. Adams）带领银行和货币委员会下属小组委员会调查过往部分纪念币发售商滥用发行和溢价权的问题，并在3月11日召开听证会。调查结果表明，部分发售商力争在多个铸币局生产纪念币，而不同铸币局出产的硬币上通常会有不同的铸币标记，这样同一款硬币就会有多个不同品种，为了集齐所有品种，收藏爱好者只能分别购买，对此以前的硬币授权法案没有限制。德克萨斯州硬币交易商、美国钱币协会官员莱曼·霍夫克（Lyman W. Hoffecker）在听证会上称，以最早于1926年铸造的俄勒冈小径纪念半美元为例，部分纪念币因出产年份和铸币标记不同导致品种繁多，有些品种完全被个别经销商买断，还有一些因产量低致使价格居高不下，为了集齐套装，收藏爱好者需要面对大量品种和虚高的价格，他们对此极为不满。
1936年5月21日，亚当斯向参议院回报并附上修正条款，要求授权发行的半美元只能同一年在一家铸币局生产。6月1日，参议院经审议通过法案，没有人提示问题或异议。经过修订的法案需要联邦众议院重新审核，纽约州议员詹姆斯·迈克尔·米德（James M. Mead）提出动议，建议众议院通过参议院修订的版本，众议院表决接受动议，同样没有议员提示疑问或异议。6月16日，法案经富兰克林·德拉诺·罗斯福总统签署后成为法律正式生效，授权发行2.5万枚半美元纪念币，奥尔巴尼委员会可以自行决定是否要在面额基础上加价零售，所获收益需用于支付周年庆典开支。

## 准备
1936年7月2日，奥尔巴尼市长约翰·博伊德·撒切尔（John Boyd Thacher）致信美国铸币局长内莉·泰洛·罗斯，称他已按法案要求指派三人组建奥尔巴尼唐根宪章硬币委员会，国家商业银行和信托公司总裁威廉·吉莱斯皮（William L. Gillespie）担任主席。信中表示，纪念币的设计已确定由该市居民、雕塑家格特鲁德·拉思罗普（Gertrude K. Lathrop）操刀，称这一人选得到多人极力推荐，其中包括设计野牛镍币的詹姆斯·厄尔·弗雷泽（James Earle Fraser）。撒切尔还表示，周年庆典活动计划在7月19至22日举行，希望纪念币尽快投产。
1921年，沃伦·盖玛利尔·哈定发布行政命令设立美国美术委员会，负责为包括硬币在内的各种公共美术品提供设计建议。9月2日，拉思罗普把硬币石膏模型送到美术委员会审核，并附有委员会委员、雕塑家李·劳列（Lee Lawrie）的信。信中认可她的设计方案，但觉得上面刻的“LIBERTY”（“自由”）字样太小，缩制成模具后可能会看不到。为此拉思罗普同费城铸币局首席雕刻师约翰·雷·辛诺克（John R. Sinnock）取得联系，后者确认单词缩小后仍会清晰可见，而且称赞她的模型能制出“精巧的硬币”。此外，铸币局助理局长玛丽·玛格丽特·奥赖利同样支持拉思罗普的设计方案。经过重新考虑，美术委员会于1936年9月9日批准模型，铸币金属模则是在9月底或10月初完成。

## 设计

奥尔巴尼市徽

许多早期定居奥尼巴尼的居民以河狸毛皮贸易为生，奥尼巴尼市徽上也有这种动物的身影，250周年纪念半美元同样不例外，正面便是一只河狸。拉斯罗普制模时是以一只从纽约州环境保护部借来工作室的活河狸为参考，在她看来，“偶尔同野外这些野蛮又有趣的公民接触能为工作增添乐趣。”纪念币上的河狸正在啃食枫树枝，枫树正是纽约州州树。正面最外围是发行国名称“UNITED STATES OF AMERICA”（“美利坚合众国”）和面额“HALF DOLLAR”（“半美元”），两组字样由包含种子的枫树果实隔开。硬币背面还有松果起到类似作用，拉思罗普用这些果实来代表奥尔巴尼的成长和丰饶，伐木业许多年来都是当地的经济支柱。此外，河狸左侧有“E PLURIBUS UNUM”（“合众为一”），右侧则有“IN GOD WE TRUST”（“我们信仰上帝”）字样。
半美元背面的图案主体是舒勒和利文斯顿同唐根总督告别，舒勒手中持有市政宪章，不久后他就会当上首任市长。设计师为此专门找来舒勒和利文斯顿的肖像画研究，不过这些画作的完成时间都是在两人取得宪章约30年后。唐根没有确知的画像存世，所以拉思普罗只能通过一些简短的文字描述来创作。此外，她还获准接触宪章实物完成测量和研究。为了考证三人的着装，拉思罗普先后造访史密森尼学会和大都会艺术博物馆。半美元背面唐根总督身后还有一棵小松树，三人头上有一只展翅雄鹰，老鹰上方还有很小的“LIBERTY”（“自由”）字样。此外，唐根的腿旁还有设计师姓名的首字母缩写“GKL”。
钱币学作家昆汀·戴维·鲍尔斯（Q. David Bowers）称，奥尔巴尼半美元的设计图案“一直令钱币学家赏心悦目”。大卫·布罗瓦（David Bullowa）在1938年出版的《1892至1938年的美国纪念币》（The Commemorative Coinage of the United States 1892–1938）一书中指出，这款纪念币上的每种元素都意义非凡，同早期纽约殖民地的历史紧密相关，硬币上的铭文已经缩小到几乎难以识别，老鹰上方的“LIBERTY”字样更是精微。美术史学家科尼利厄斯·弗缪尔（Cornelius Vermeule）在美国钱币和奖章主题著作中高度评价奥尔巴尼半美元是对“美国钱币学的重要贡献”。在他看来，河狸及其啃食的枫树枝分别是奥尔巴尼和纽约州的象征，这样的画面仿佛寓言，象征奥尔巴尼市政府通过治理该州获得营养。面对背面的复杂设计，弗缪尔赞扬拉思罗普功底深厚，而且拥有与生俱来的艺术品味，能够以温和而积极的态度通过多种元素呈现这起历史事件，满足地方纪念诉求，令“整枚硬币极具吸引力”。

## 铸造、发售及收藏

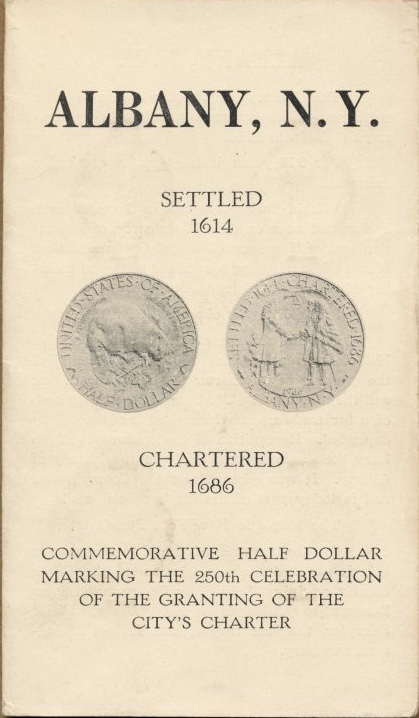
随奥尔巴尼半美元一同寄给买家的硬币收纳盒正面

1936年10月，费城铸币局出产2万5013枚奥尔巴尼半美元，其中13枚由铸币局保留，等待来年化验委员会的年度检测。奥尔巴尼唐根宪章硬币委员会定下的零售价是两美元，这在当时明显偏高（该时期新发行的半美元纪念币大多售价一至1.5美元）。此外，1936年春夏席卷全美的纪念币狂潮经近20种纪念币洗礼，到奥尔巴尼半美元发行时已显著消退。多种因素共同影响，导致纪念币行情异常低迷，但委员会拒绝公开降价，直到1943还在销售，只向纽约市钱币经销商安倍·科索夫（Abe Kosoff）给出优惠：只要他愿意买下所有库存，就只需在面额基础上加付50美元。最终科索夫没有同意，既不愿独家买断，也没有其他人愿意共资。
1937年，委员会致信奥赖利，询问库存纪念币退货程序，1943年销售陷入停滞后，委员会共退回7342枚由铸币局熔毁，因此售出的半美元就是1万7658枚。1940年，钱币经销商一度将奥尔巴尼半美元降价至1.5美元，到1950年又升至四美元。1954年，奥尔巴尼州立银行以两美元原价出售金库中留存的约两千枚半美元，此时这种纪念币的市场价已涨至八美元，银行的库存都被当地收藏爱好者和经销商买走。
1970年，奥尔巴尼半美元的市场价已升至400美元。2009年，成色在谢尔顿硬币分级标准中达到未流通-60级的奥尔巴尼半美元要价330美元，-65级470美元。根据理查德·约曼（Richard S. Yeoman）2018年版的《美国钱币指南手册》（A Guide Book of United States Coins），这款纪念币视成色而定，价值在220至425美元之间。2004年，一枚成色特别好的奥尔巴尼半美元以2万零125美元高价成交。
奥尔巴尼的原始包装比硬币更稀有，其中包括四页宣传册（印有硬币图案和奥尔巴尼历史信息）和可装一至五枚硬币的卡槽，宣传册和外包装盒都极具收藏价值。专为单枚纪念币设计的包装盒更加罕见，上面还有“奥尔巴尼国家商业银行和信托公司”字样。据钱币学作家安东尼·斯沃泰克（Anthony Swiatek）在2012年出版的著作《美国纪念币百科全书》（Encyclopedia of the Commemorative Coins of the United States）中记载，单用来装硬币的卡槽就价值75至125美元，外包装盒125至175美元，整套包装视成色而定，成交价在350至3000美元不等。